# 7Q5

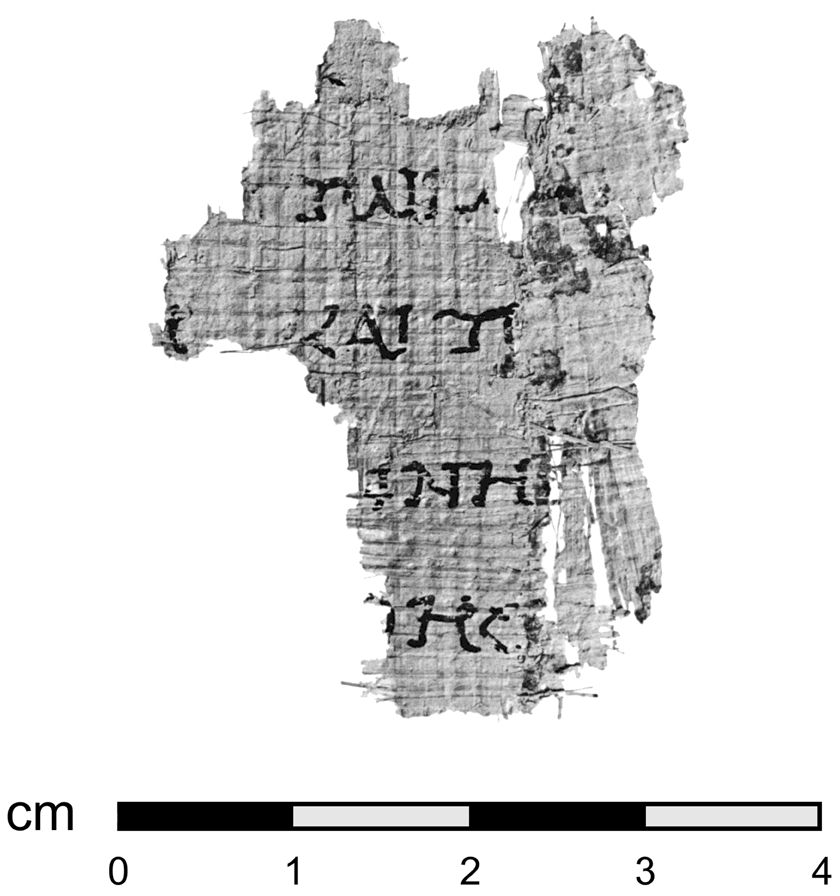
Il frammento 7Q5

7Q5 è un frammento di un rotolo di papiro rinvenuto in una grotta di Qumran, in Cisgiordania («7Q5» sta per «grotta 7, Qumran, frammento 5»), e facente parte dei «manoscritti del Mar Morto», prodotti da una comunità religiosa ebraica residente nelle vicinanze. Il frammento 7Q5 misura circa 39 × 27 mm e presenta su di un unico lato un testo in lingua greca, di cui sono visibili una decina di lettere, non tutte chiaramente identificabili, disposte su quattro righe; l'analisi paleografica data questo frammento tra il 50 a.C. e il 50 d.C. Lo stato frammentario del testo non ne permette un'identificazione certa; i curatori della sua pubblicazione hanno suggerito che possa essere una genealogia.
La celebrità di questo frammento è legata all'«ipotesi O'Callaghan», formulata nel 1972 dal papirologo gesuita spagnolo José O'Callaghan e riproposta negli anni ottanta dallo studioso tedesco Carsten Peter Thiede, secondo cui il testo tràdito da 7Q5 corrisponderebbe a un brano del Vangelo secondo Marco (6,52-53), cosa che farebbe di 7Q5 il più antico manoscritto dei vangeli conservatosi, e la prova di una composizione estremamente precoce del vangelo marciano; tale ipotesi è però quasi universalmente rigettata dagli studiosi contemporanei.

## Scoperta del frammento

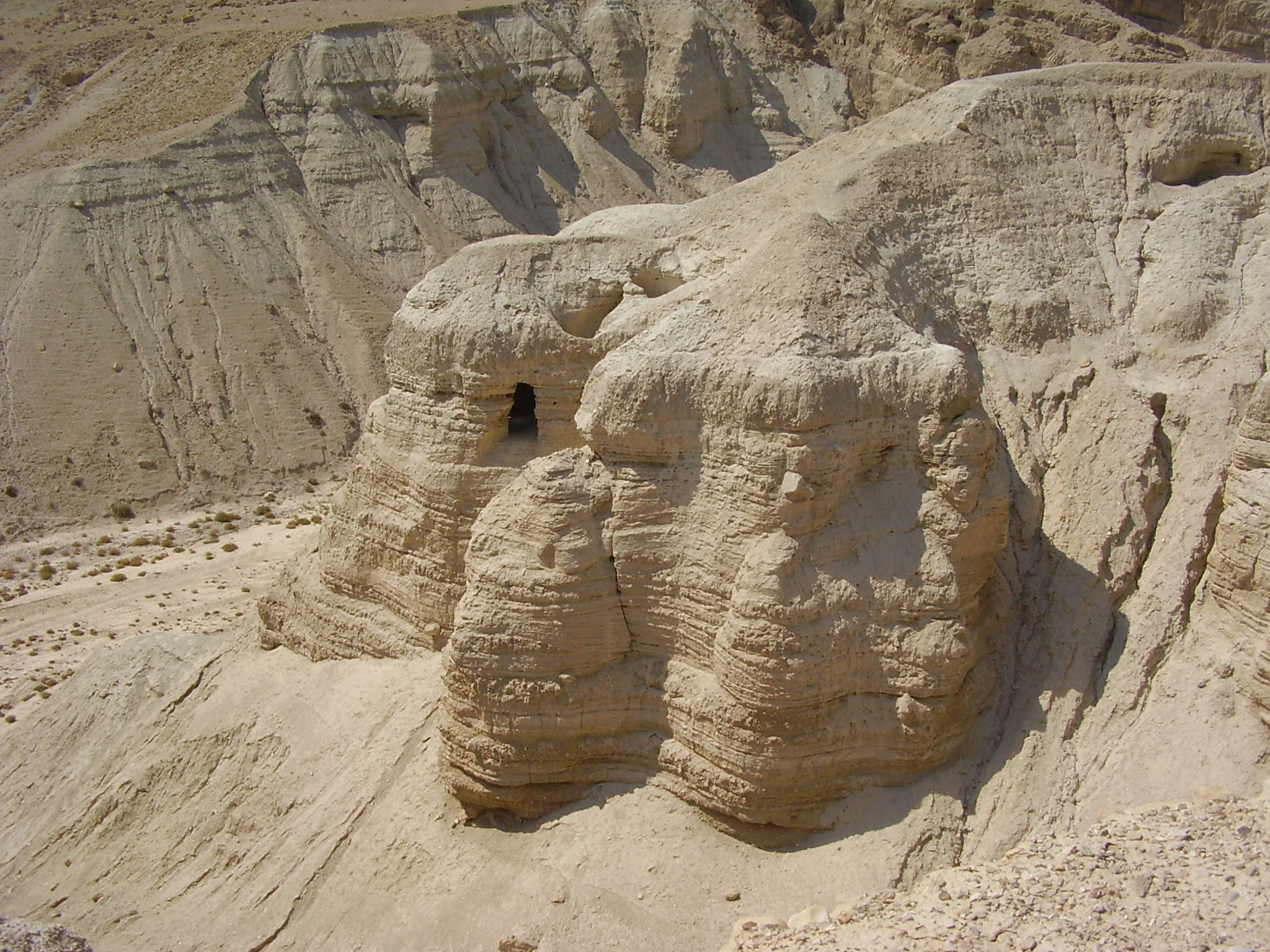
Grotte a Qumran.

Qumran era una località sulla riva occidentale del Mar Morto, nell'attuale Cisgiordania, vicino alle rovine di Gerico e a sud-est di Gerusalemme. Il sito fu costruito tra il 150 a.C. e il 130 a.C. per ospitare una comunità ebraica, una setta appartenente alla fase finale del tardo giudaismo del Secondo Tempio dedita, tra le altre cose, alla lettura e copiatura di testi sacri ebraici con i relativi commenti, più diversi testi comunitari. Nel 70, quando Tito Flavio Vespasiano assediò Gerusalemme, i membri della comunità sigillarono i propri testi di letteratura sacra in vasi di terracotta, che nascosero nelle diverse grotte nella zona di Qumran, affinché non cadesse nelle mani dei Romani. Non tornarono a recuperare i loro testi e la comunità non si riformò.
Nel 1947 un pastore arabo, inseguendo una pecora del suo gregge, entrò in una di quelle grotte, scoprendo uno dei tanti vasi. Le spedizioni successive portarono alla scoperta di undici grotte in cui erano depositati vasi ricolmi di manoscritti, detti appunto «Manoscritti del Mar Morto». Nel 1955, nella grotta nº 7, gli archeologi recuperarono 19 frammenti di papiro scritti in greco. Fra gli altri reperti fu trovato anche un frammento, registrato col numero progressivo 5: misurava 39 × 27 mm per un totale di sole 20 lettere disposte su cinque righe e nominato «7Q5».
Il frammento fu pubblicato nel 1962; nella editio princeps i curatori notarono la presenza delle lettere «ννησ», che associarono alla parola «εγεννησεν» («generò»), suggerendo per il frammento l'identificazione con una delle genealogie tipiche della letteratura religiosa ebraica.

## Identificazione

### Ipotesi di O'Callaghan
Nel 1972 il papirologo gesuita spagnolo José O'Callaghan propose di identificare 7Q5 con un brano del Vangelo secondo Marco, precisamente dei versetti 6,52-53; l'ipotesi O'Callaghan, se verificata, avrebbe fatto di 7Q5 il più antico testimone di qualsiasi vangelo, più vecchio di un centinaio di anni del più antico frammento di papiro neotestamentario conservatosi, il papiro {\displaystyle {\mathfrak {P}}}52, datato alla metà del II secolo.
O'Callaghan propose una lettura del papiro che cambiava l'interpretazione di alcune lettere e ne aggiungeva di nuove; il risultato era il seguente (le lettere che O'Callaghan leggeva nel papiro sono quelle fuori dalle parentesi quadre):
| Vangelo secondo Marco, 6,52-54 | Il frammento 7Q5 |
| [ου γαρ] [συνηκαν] ε[πι τοις αρτοις], [αλλ ην α]υτων η[ καρδια πεπωρω-] [μεν]η. και δι[απερασαντες] [ηλθον εις γε]ννησ[αρετ και] [προσωρμισ]θησα[ν. και εξελ-] [θοντων αυτων εκ του πλοιου ευθυς] [επιγνοντες αυτον.] | Il frammento 7Q5 |
| Traduzione CEI | Il frammento 7Q5 |
| perché non avevano capito il fatto dei pani, essendo il loro cuore indurito. Compiuta la traversata fino a terra, giunsero a Gennèsaret e approdarono. Scesi dalla barca, la gente subito lo riconobbe;               | Il frammento 7Q5 |

L'ipotesi di O'Callaghan, rigettata dalla comunità scientifica e poi riformulata negli anni Ottanta dallo studioso tedesco Carsten Peter Thiede, si basa su tre punti:
1. la combinazione di lettere ννησ <nnes> alla linea 4 potrebbe essere parte della parola Γεννησαρετ <Gennesaret>;
2. che lo spazio prima della parola και <kai> potrebbe essere indicativo della fine di un paragrafo, compatibilmente con la forma consueta di Marco 6:52-53;
3. che una ricerca informatica basata sui testi greci noti aveva restituito solo Marco 6:52-53 per la combinazione di lettere identificate da O'Callaghan.[6]

### Respingimento dell'ipotesi di O'Callaghan
L'ipotesi di O'Callaghan fu respinta dagli studiosi, sulla base di diversi argomenti, tra i quali:
1. la sequenza ννησ si trova anche nella parola εγεννησεν <egennesen> («generò»), parola tipica delle genealogie ebraiche;
2. vi sono diversi casi in cui lo spazio davanti alla congiunzione και <kai> («e») non corrispondono ad alcuna interruzione del testo. In alcuni casi questi spazi si trovano persino all'interno delle parole (per esempio nel frammento 4Q122, sempre da Qumran);
3. la ricerca informatica effettuata da Thiede si basava sull'ipotesi che la nuova identificazione delle lettere da parte di O'Callaghan fosse corretta, quando invece è rigettata dagli studiosi. Inoltre un'altra ricerca, effettuata permettendo anche le letture consuete delle lettere di 7Q5, ha portato a ben sedici possibili corrispondenze.

Altre argomentazioni che hanno portato a rigettare l'ipotesi di O'Callaghan sono:
- per poter far corrispondere 7Q5 a Marco 6:52-53, O'Callaghan ha dovuto sostituire la letter δ ⟨d⟩ con una τ ⟨t⟩ alla linea 3, una sostituzione respinta dalla maggior parte degli studiosi;
- affinché 7Q5 possa corrispondere a Marco 6:52-53, O'Callaghan ha dovuto ipotizzare che dalla linea 4 manchino le parole επι την γην <epi ten gen> («fino a terra»); questa mancanza non è attestata in nessun altro manoscritto noto;
- l'ultima lettera della linea 2, che O'Callaghan identifica come η, è differente dalla stessa lettera in linea 4, e quindi questa identificazione è rigettata.

### Altre ipotesi
Il dibattito sulle possibili identificazioni di 7Q5 con altri scritti ha portato nel tempo alla proposta di diverse altre soluzioni. Di particolare credito gode l'ipotesi che il testo pervenutoci sia un frammento del libro apocrifo di Enoch, ma è stata proposta anche una identificazione con il Libro di Zaccaria 7,4-5. Il problema non è in ogni caso di facile soluzione, poiché il frammento è molto piccolo e contiene così poche lettere da potersi comunque prestare a molteplici interpretazioni.

### Conclusione
Nel 2007 Thomas J. Kraus ha pubblicato un'approfondita rassegna dei principali studi su 7Q5 in cui giunge a questa conclusione: «All'inizio di questo paragrafo è stato menzionato che dato il carattere ipotetico di tutte le proposte e le possibilità, dopo aver pesato i loro pro e contro, esse devono essere considerate allo stesso livello per una successiva discussione; e questo è il massimo che si può affermare affrontando questo o qualsiasi altro frammento paragonabile proveniente da Qumran e altrove».